# Val-de-Mercy
Val-de-Mercy es una localidad y comuna francesa situada en la región de Borgoña, departamento de Yonne, en el distrito de Auxerre y cantón de Coulanges-la-Vineuse.

## Demografía
| 478 | 481 | 523 | 495 | 521 | 505 | 507 | 520 | 506 | 515 | 520 | 476 | 463 | 455 | 436 | 414 | 395 | 384 | 366 | 351 | 275 | 253 | 270 | 256 | 258 | 240 | 272 | 305 | 259 | 230 | 294 | 369 | 366 |
| Para los censos de 1962 a 1999 la población legal corresponde a la población sin duplicidades (Fuente: INSEE [Consultar]) |     |     |     |     |     |     |     |     |     |     |     |     |     |     |     |     |     |     |     |     |     |     |     |     |     |     |     |     |     |     |     |     |